# Moore am Ossiacher Tauern
Moore am Ossiacher Tauern este o arie protejată (arie specială de conservare — SAC, sit de importanță comunitară — SCI) din Austria întinsă pe o suprafață de 21,53 ha, integral pe uscat.

## Localizare
Centrul sitului Moore am Ossiacher Tauern este situat la coordonatele 46°38′27″N 13°59′27″E / 46.6407°N 13.9907°E.

## Înființare
Situl Moore am Ossiacher Tauern a fost declarat sit de importanță comunitară în decembrie 2018 pentru a proteja 1 specie de plante și 1 specie de animale. Situl a fost protejat și ca arie specială de conservare în noiembrie 2018.

## Biodiversitate
Situată în ecoregiunea alpină, aria protejată nu include niciun habitat protejat.
La baza desemnării sitului se află mai multe specii protejate:
- plante (1): Hamatocaulis vernicosus
- nevertebrate (1): Cordulegaster heros